# Eisenbahnunfall von Canaan

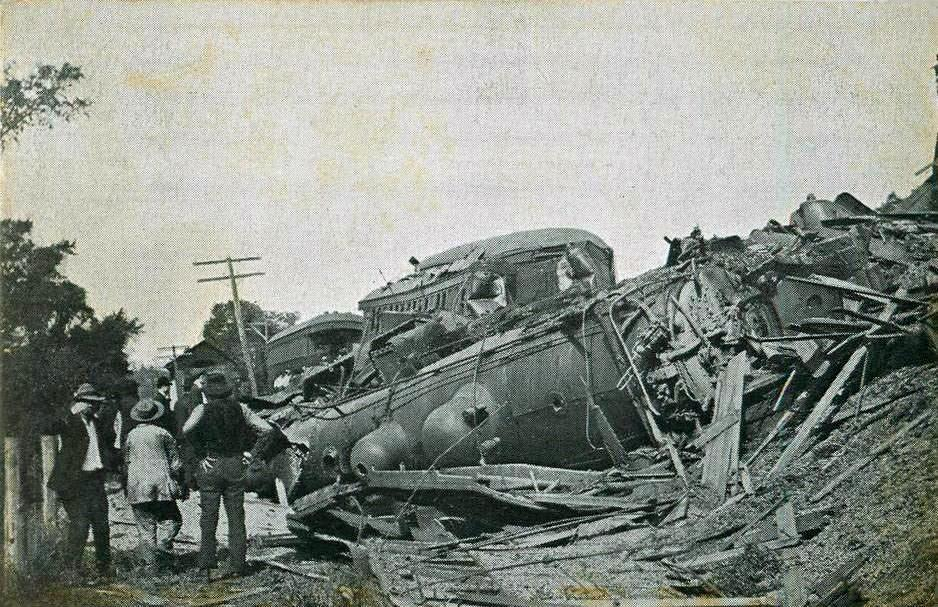
Zugunglück bei Canaan am 15. September 1907.

Bei dem Eisenbahnunfall von Canaan führte eine unzutreffend übermittelte Information am 15. September 1907 bei Canaan, New Hampshire, USA, zum Frontalzusammenstoß eines Güterzuges mit einem Personenzug. 26 Menschen starben.

## Ausgangslage
Die Zugfolge wurde auf der eingleisigen Strecke von einem überörtlichen Fahrdienstleiter festgelegt. Dieser übermittelte seine Anweisungen an die Dienststellen entlang der Strecke, die sie wiederum den Zugpersonalen übergaben. Der Güterzug und der Personenzug Nr. 30 nutzten die Strecke in jeweils entgegengesetzter Fahrtrichtung.

## Unfallhergang
Es war anschließend nicht mehr zu klären, ob der überörtliche Fahrdienstleiter oder der Mitarbeiter vor Ort bei der Ausgabe des Fahrbefehls versehentlich „Zug Nr. 34“ statt „Zug Nr. 30“ verwendet hatte. Der Zug Nr. 34 verkehrte planmäßig 20 Minuten hinter dem Zug Nr. 30. Deshalb ging der Lokomotivführer des Güterzuges fälschlicherweise von einer vor ihm liegenden freien Strecke aus, setzte seine Fahrt fort und kollidierte mit dem Zug Nr. 30. Dabei schoben sich der Schlepptender der Lokomotive des Personenzugs und der folgende Packwagen in den ersten Reisezugwagen, wo 26 Menschen starben.